# Suzana Jovanović
Suzana Jovanović (serbisk kyrilliska: Сузана Јовановић) är en populär serbisk pop-folksångerska som föddes i Belgrad och som är gift med Saša Popović, grundaren till Grand Production. Hennes största hits var Plakala bih i bez suza, Džabe čare, Didarla och Sokole. De släpptes både i slutet av 1990-talet och i början av 2000-talet.

## Diskografi
- Rođeni u pravo vreme (Född i rätt tid) (1994)
- Poslaću ti ljubav (Jag skickar du älskar) (1995)
- Ko me jednom prevari (Vem lurar mig en gång?) (1996)
- Plakala bih i bez suza (Jag grät utan tårar) (1997)
- Didarla (Didar) (1998)
- Prsten sudbine (Ring av öden) (1999)
- Blago za robiju (Något i fängelse) (2001)
- Ne izlazi sunce zbog tebe (Solen kommer inte ut för dig) (2002)
- Ludilo (Galenskap) (2010)